# Guillermo Rigondeaux
Guillermo Rigondeaux Ortiz (* 30. September 1980 in Santiago de Cuba) ist ein kubanischer Profiboxer und ehemaliger Weltmeister der WBA und WBO im Superbantamgewicht.

## Amateurkarriere
Rigondeaux wurde von 2000 bis 2006 gleich 7 Jahre in Folge Kubanischer Meister im Bantamgewicht
Im Jahr 2000 gewann er mit einem Sieg im Finale gegen Raimkul Malachbekow die Olympischen Spiele in Sydney, sowie 2001 mit Finalsiegen gegen Serhij Daniltschenko bzw. Ağası Məmmədov auch die Goodwill Games in Brisbane und die Weltmeisterschaft in Belfast.
2002 siegte er beim Weltcup in Astana, 2003 bei den Panamerikanischen Spielen in Santo Domingo und 2004 mit einem Finalsieg gegen Worapoj Petchkoom bei den Olympischen Spielen in Athen.
2005 folgte sein Sieg bei der Panamerikameisterschaft in Teresópolis, bei der Weltmeisterschaft in Mianyang und beim Weltcup in Moskau, sowie 2006 bei den Zentralamerika- und Karibikspielen in Cartagena sowie beim Weltcup in Baku.

## Flucht aus Kuba
Rigondeaux und sein Teamkollege Erislandy Lara setzten sich während der Panamerikanischen Spiele 2007 in Rio de Janeiro von der kubanischen Mannschaft ab und wurden später von der brasilianischen Polizei wegen Überschreitung ihres Visums im nahen Küstenort Cabo Frio verhaftet und nach Kuba abgeschoben. Die deutsche Boxpromotionsfirma Arena Box-Promotion hatte zuvor bekanntgegeben, Lara und Rigondeaux unter Vertrag genommen zu haben. Einzelheiten zu dem Deal wurden nicht veröffentlicht. Rigondeaux wurde aufgrund seiner versuchten Flucht aus der Nationalmannschaft entfernt, konnte jedoch 2009 mit einem Schnellboot nach Mexiko ausreisen und zog nach Miami in den USA. Der irische Boxmanager Gary Hyde, der den Kubaner unterstützt und ihm bei der Flucht geholfen hatte, gewann anschließend ein Gerichtsverfahren, welches Rigondeaux bis 2012 an seine Agentur band.

## Profikarriere
Er gewann sein Profidebüt noch 2009 in Miami Beach und wurde am 13. November 2010 mit einem Punktsieg gegen Ricardo Córdoba WBA-Interimsweltmeister im Superbantamgewicht, wobei er diese Stellung im März 2011 durch TKO in der ersten Runde gegen den Iren Willie Casey verteidigte. Beim Kampf um den regulären WBA-Titel gewann er am 20. Januar 2012 durch K.o. in Runde 6 gegen Rico Ramos, wobei er den Titel noch im gleichen Jahr jeweils gegen Teon Kennedy und Roberto Marroquin verteidigte.
Am 13. April 2013 gewann er eine Titelvereinigung gegen den WBO-Weltmeister Nonito Donaire und wurde dadurch Linearer Weltmeister und Weltranglisten-Erster des Ring Magazine im Superbantamgewicht, zudem wurde er zum WBA Super Champion hochgestuft. Beide Titel konnte er im Anschluss gegen Joseph Agbeko, Anusorn Yotjan und Hisashi Amagasa verteidigen, worauf er für fast ein Jahr mehr keinen Kampf bestritt und ihm deshalb der WBO-Titel im Oktober 2015 wegen Inaktivität entzogen wurde. Von der WBA wurde er aufgrund der langen Pause zum „Champion in Recess“ ernannt.
Nach einem Comeback-Sieg gegen Drian Francisco, konnte er sich am 16. Juli 2016 mit einem Sieg in der zweiten Runde gegen James Dickens wieder den WBA Super Champion Titel sichern. Sein Kampf gegen Moisés Flores im Juni 2017 endete nachträglich ohne Wertung (No Contest), nachdem er diesen während des Gongs zum Ende der ersten Runde ausgeknockt hatte.
Für einen Kampf gegen den ukrainischen WBO-Weltmeister und ebenfalls zweifachen Olympiasieger Wassyl Lomatschenko, stieg Rigondeaux in das zwei Klassen höhere Superfedergewicht auf und verlor das Aufeinandertreffen am 9. Dezember 2017 durch TKO in Runde 6, wofür er auch eine Handverletzung verantwortlich machte. Aufgrund der Niederlage entzog ihm auch der WBA-Verband seinen Titel. Nach einer Auszeit von über einem Jahr kehrte der Kubaner erst im Januar 2019 in den Ring zurück und besiegte unter anderem Julio Ceja, ehe er am 8. Februar 2020 mit einem Punktsieg gegen Liborio Solís den vakanten WBA-Weltmeistertitel im Bantamgewicht gewann.
Beim Kampf um den WBO-Titel im Bantamgewicht verlor er am 14. August 2021 durch geteilte Punktentscheidung gegen John Casimero und verlor auch seinen nächsten Kampf im Februar 2022 nach Punkten gegen Vincent Astrolabio.
2023 erzielte Rigondeaux im Alter von bereits 42 Jahren zwei Siege.